# Cinnamomum xylophyllum
Cinnamomum xylophyllum är en lagerväxtart som beskrevs av André Joseph Guillaume Henri Kostermans. Cinnamomum xylophyllum ingår i släktet Cinnamomum och familjen lagerväxter. Inga underarter finns listade i Catalogue of Life.